# Rob Horne
Rob Horne (ur. 15 sierpnia 1989 w Greenacre) – australijski rugbysta, zawodnik formacji ataku, reprezentant kraju, triumfator Super Rugby w sezonie 2014, zwycięzca The Rugby Championship 2015 oraz srebrny i brązowy medalista Pucharu Świata.

## Kariera klubowa
Od siódmego roku życia trenował w Oatley Rugby Club, dla którego w kategoriach dziecięcych rozegrał ponad 150 meczów. Jego szkoła średnia nie prowadziła zespołu rugby, toteż od roku 2006 z sukcesami występował w zespole juniorów Southern Districts. Klub reprezentował także w kategorii seniorów, gdy pozwalały mu na to jego profesjonalne zobowiązania.
W 2008 roku został członkiem Junior Waratahs, znajdował się jednocześnie w rozszerzonym składzie Waratahs. W pierwszym zespole zadebiutował w czwartej kolejce sezonu przeciwko Brumbies, wkrótce od Ewena McKenzie otrzymał szansę występu w wyjściowej piętnastce, a sezon zakończył udziałem w zakończonym porażką z Crusaders finale rozgrywek. Jego postawa w tym sezonie dała mu zawodowy kontrakt, który był następnie przedłużany, odrzucał tym samym oferty z zagranicznych klubów. Gdy tylko nie był wyeliminowany przez kontuzje, był podstawowym zawodnikiem Waratahs wykorzystywanym zarówno na obu pozycjach środkowego ataku, jak i na skrzydle. Setny występ w stanowych barwach zaliczył w maju 2016 roku, osiągając ostatecznie 116, a największym sukcesem zespołu w tym okresie był triumf w rozgrywkach Super Rugby w sezonie 2014.
W inauguracyjnej edycji National Rugby Championship został przydzielony do zespołu Greater Sydney Rams, nie zagrał jednak w żadnym spotkaniu z uwagi na obowiązki w kadrze.
W lutym 2017 roku podpisał trzyletni kontrakt z angielskim klubem Northampton Saints. W połowie kwietnia 2018 roku po raz pierwszy przywdział opaskę kapitana i już w pierwszej akcji meczu doznał poważnego uszkodzenia – według doniesień prasowych, a następnie samego zawodnika nieodwracalnego – nerwów w prawym ramieniu, co zakończyło jego karierę sportową. W barwach klubu w sezonie 2017/2018 zaliczył we wszystkich rozgrywkach dwadzieścia jeden występów zdobywając osiem przyłożeń, indywidualnie otrzymał wyróżnienie dla najlepszego gracza Saints oraz znalazł się w najlepszej piętnastce ligi.

## Kariera reprezentacyjna
Był stypendystą ogólnokrajowego programu National Talent Squad. W stanowych barwach występował w mistrzostwach kraju U-16 oraz U-18. W pierwszej z nich wraz z Nickiem Phippsem zwyciężył w roku 2005, w drugiej zaś zajął w kolejnych dwóch latach miejsca trzecie i drugie. W roku 2006 otrzymał dodatkowo wyróżnienie dla najlepszego szkolnego gracza w stanie. Pociągnęło to za sobą powołania do kadry Australian Schoolboys, w której występował przez te dwa lata, zaliczając trzy występy w testmeczach, w tym w pierwszym od dziesięciu lat zwycięstwie nad nowozelandzkimi rówieśnikami.
W 2008 roku znalazł się w składzie kadry U-20 na mistrzostwa świata. Australijczycy uplasowali się na miejscu piątym, a Horne zagrał w czterech meczach zdobywając jedno przyłożenie. Powrócił na ten turniej rok później, zagrał jednak tylko w wysoko wygranym spotkaniu z Kanadą, w którym odniósł kontuzję eliminującą go z reszty zawodów zakończonych ostatecznie przez Australijczyków na czwartej lokacie.
W kadrze rugby 7 zadebiutował w turnieju USA Sevens 2008, zaś pierwsze powołanie do reprezentacji rugby piętnastoosobowego otrzymał we wrześniu 2009 roku. Po uczestnictwie w zgrupowaniu kadry udał się z nią na tournée, jednak jeszcze przed pierwszym meczem powrócił z Japonii po raz drugi w tym roku z urazem ścięgna. Kolejną szansę otrzymał w czerwcu następnego roku i zadebiutował w barwach Wallabies przeciwko Fidżyjczykom. Jako podstawowy środkowy ataku zagrał w pozostałych trzech czerwcowych testmeczach, a także w dwóch pierwszych meczach Pucharu Trzech Narodów, a z reszty sezonu reprezentacyjnego wyeliminowała go kontuzja, której doznał w spotkaniu z All Blacks.
Kolejne urazy spowodowały, iż jego następnym meczem na poziomie reprezentacyjnym był udany występ w barwach Australian Barbarians przeciwko Kanadzie, po którym dołączył do pierwszej reprezentacji, pozostał jednak na ławce rezerwowych podczas meczu decydującego o pierwszym od dekady triumfie Wallabies w Pucharze Trzech Narodów. Znalazł się następnie w składzie na Puchar Świata w Rugby 2011. Podczas turnieju zagrał w trzech spotkaniach – zadebiutował przeciwko USA, po urazie kości policzkowej powrócił na półfinał, wziął też udział w zwycięskim meczu o trzecie miejsce. Wyjechał następnie na minitournée do Europy, a choć z powodu kolejnej kontuzji nie zagrał z Walijczykami, sezon zakończył występem przeciwko Barbarians.
Rok 2012 zaczął od trzech testmeczów z Walią podczas czerwcowego okienka reprezentacyjnego, następnie zagrał w dwóch otwierających The Rugby Championship spotkaniach o Bledisloe Cup. Na tych pięciu meczach zakończył się jego sezon reprezentacyjny, bowiem w półfinale klubowych rozgrywek doznał po raz kolejny poważnego urazu ścięgna. Rok później znalazł się w szerokim składzie Australijczyków mających stanąć naprzeciw British and Irish Lions podczas ich tournée, a kilkuminutowy występ w drugim testmeczu był jego jedynym w tym sezonie, zawodnik nie zyskał bowiem uznania nowego szkoleniowca Wallabies, Ewena McKenzie. Solidna praca nad sprawnością fizyczną i przejście na pozycję skrzydłowego dały mu powrót do kadry i występ w jednym z trzech czerwcowych spotkań z Francją. Rozegrał następnie pełną kampanię podczas The Rugby Championship 2014, a jego akcja w meczu ze Springboks przyniosła mu wyróżnienie dla australijskiego przyłożenia roku. Podczas europejskiej wyprawy, już pod wodzą Michaela Cheiki, występował jako zmiennik środkowych ataku powracając na skrzydło do wyjściowej piętnastki na kończący sezon mecz z Anglią.
W zwycięskiej kampanii w The Rugby Championship 2015 wystąpił w jednym meczu, z pozostałych wyeliminował go uraz łydki, zagrał następnie w przygotowawczym spotkaniu z USA. Został wymieniony w składzie na Puchar Świata w Rugby 2015, podczas którego zagrał w dwóch meczach fazy grupowej. W drugim z nich doznał bowiem kontuzji ramienia, pozostał jednak z zespołem do końca turnieju, w którym Australijczycy ulegli w finale All Blacks. Został mianowany wicekapitanem kadry w roku 2016, jednak i ten sezon skróciła mu kolejna kontuzja ramienia: po trzech czerwcowych testmeczach z Anglikami doznał jej w pechowym dla australijskich zawodników formacji ataku pierwszym spotkaniu Bledisloe Cup, prócz niego bowiem z boiska przedwcześnie zeszli jego dwaj poprzednicy na tej pozycji – Matt Giteau i Matt Toʻomua.
W kolejnym sezonie nie był brany pod uwagę przy ustalaniu składu reprezentacji, pojawił się jednak w meczu z Włochami, gdy kontuzji doznał Samu Kerevi. Wyjazd z Australii w połączeniu z zasadami krajowego związku dotyczącymi powołań oznaczały, że karierę reprezentacyjną zakończył po trzydziestu czterech testmeczach, w których zdobył cztery przyłożenia.

## Osiągnięcia
- Puchar świata w rugby – 2. miejsce: 2015, 3. miejsce: 2011
- The Rugby Championship – zwycięstwo: 2015
- Super Rugby – zwycięstwo: 2014

## Varia
- Studiował na Sydney University[131].
- Żonaty z Simone, córka Greer[42].
- W pierwszym publicznym wystąpieniu po zakończeniu kariery Horne potwierdził, iż wszystkie pięć nerwów splotu ramiennego zostały oderwane od rdzenia kręgowego, co spowodowało paraliż całej prawej ręki; dodatkowo zmagał się z chronicznym bólem[49].